# Wilmar Peres de Faria
Wilmar Peres de Faria (Barra do Garças, 14 de maio de 1939 — 15 de março de 2006) foi um político brasileiro.
Durante a gestão de Peres, foi registrado em Mato Grosso um dos maiores escândalos financeiros: o chamado “rombo” do Banco do Estado de Mato Grosso (Bemat), que tratava de desvios na carteira de câmbio, em São Paulo. Por falta de provas, o processo foi arquivado.[carece de fontes?]
Ex-vereador, ex-deputado estadual e federal, ex-prefeito de Barra do Garças por dois mandatos e ex-governador do Estado do Mato Grosso, Wilmar Peres de Farias se projetou politicamente a partir de 1977, ao ser eleito pelo Partido Democrático Social (PDS) como prefeito da maior cidade da região leste do estado. Em 1982 foi eleito vice-governador na chapa do ex-prefeito de Várzea Grande, Júlio Campos.
A trajetória política do ex-governador foi marcada também pela ascensão ao governo do estado em 1986 por um período de dez meses. Em 1990 foi eleito deputado federal e participou diretamente do processo de cassação do ex-presidente da República, Fernando Collor de Mello. Wilmar votou favorável ao afastamento e, dois anos depois, se elegeu prefeito de Barra do Garças para o seu segundo mandato.
Em 1988 se elegeu primeiro suplente de deputado estadual e assumiu, por três meses, o exercício do cargo no rodízio da bancada do Partido Liberal (PL). Wilmar Peres concorreu às eleições de 2004 ao terceiro mandato de prefeito e acabou como segundo colocado, com cerca de 9,5 mil votos.
Morreu aos 67 anos de idade, por parada cardiorrespiratória por volta das 14h40 no Hospital MedBarra, em Barra do Garças. Wilmar foi internado às 8 horas da manhã com fortes dores no peito e acabou morrendo no leito do apartamento dois à espera de alta médica.